# Phaeoceros gemmifer
Phaeoceros gemmifer là một loài rêu trong họ Anthocerotaceae. Loài này được Horik. J. Haseg. mô tả khoa học đầu tiên năm 1984.